# Reinhard Boetzkes
Reinhard Boetzkes (vollständiger Name Ludwig Maria Reinhard Boetzkes, auch Bötzkes, * 23. Mai 1886 in Lobberich; † 6. Februar 1967 in Koblenz) war ein deutscher Klassischer Philologe und Gymnasiallehrer. Er ist durch Spezialstudien zum Kerykeion, dem Stab des Hermes, hervorgetreten.

## Leben und Werk
Reinhard Boetzkes war der Sohn des Kaufmanns Reinhard Boetzkes (1852–1938) und der Maria geb. Döhmer, einer Tochter des Notars Johann Wilhelm Döhmer. Boetzkes senior, der an der Universität Innsbruck studiert hatte, leitete zusammen mit seinem Bruder Josef eine Lebensmittelgroßhandlung und spätere Kolonialwarenhandlung in Lobberich. Er war außerdem mehrere Jahrzehnte lang Beigeordneter der Gemeinde, die ihn zum Ehrenbürger ernannte und nach seinem Tod eine Straße nach ihm benannte.
Reinhardt Boetzkes besuchte zunächst die Rektoratsschule in Lobberich und dann sechs Jahre lang das Collegium Augustinianum in Gaesdonck bei Goch. Die Reifeprüfung legte er zu Ostern 1905 am Königlichen Gymnasium in Kempen ab. Anschließend studierte er Katholische Theologie an den Universitäten in Freiburg im Breisgau und Münster. Dort wechselte er im Wintersemester 1906/07 zur Klassischen Philologie. Vom Sommersemester 1907 bis zum Sommersemester 1909 studierte er dieses Fach an der Universität Leipzig und bereitete sich dann in Münster auf seinen Studienabschluss vor. Am 7. Juli 1911 bestand er das Rigorosum, im Sommer 1912 (24. Jun, 25. Juni, 9. Juli und 10. Juli) die Lehramtsprüfung und erwarb die Lehrberechtigung (facultas docendi) in den Fächern Latein und Griechisch für alle Klassen sowie in Geschichte bis Sekunda.
Nach dem Examen trat Boetzkes am 12. September 1912 in den Vorbereitungsdienst für das Lehramt an Gymnasien ein. Das Seminarjahr absolvierte er am Hohenzollerngymnasium in Düsseldorf, das Probejahr bis Ende September 1914 am Königlichen Gymnasium in Euskirchen. Während dieser Zeit veröffentlichte Boetzkes auch seine Doktorarbeit und wurde am 16. Januar 1913 zum Dr. phil. promoviert. Anschließend war Boetzkes ab dem 10. September 1914 wissenschaftlicher Hilfslehrer am Königlichen Realgymnasium in Trier, wo er neben Latein, Griechisch und Geschichte auch Deutsch unterrichtete. Während des Ersten Weltkriegs wurde er der Ersatzreserve zugewiesen; ob er zum Kriegsdienst eingezogen wurde, ist nicht bekannt. Nach Kriegsende unterrichtete er als Studienassessor am Staatlichen Gymnasium in Kleve, wo er am 1. April 1928 eine Festanstellung als Studienrat erhielt. Zum 1. Oktober 1929 wechselte er an das Staatliche Kaiserin-Augusta-Gymnasium in Koblenz, wo er seine restliche Laufbahn verbrachte. Zum 1. August 1940 trat er aus gesundheitlichen Gründen in den Ruhestand.
Boetzkes beschäftigte sich zu Beginn seiner Laufbahn mit religionswissenschaftlichen Studien, speziell mit dem Kerykeion, dem Stab des Hermes. Seine Doktorarbeit (1913) wurde in der Fachwelt als eingehende Studie gewürdigt. Den Plan, sie in eine Monografie „über antike Stabsymbolik“ auszuarbeiten, konnte Boetzkes nicht ausführen. Er verfasste jedoch im Auftrag seines Doktorvaters Wilhelm Kroll einen Artikel für Paulys Realenzyklopädie der klassischen Altertumswissenschaft (RE), der 1921 erschien.

## Schriften (Auswahl)
- Das Kerykeion. Gießen 1913 (Dissertation, Universität Münster)
- Kerykeion. In: Paulys Realencyclopädie der classischen Altertumswissenschaft (RE). Band XI,1, Stuttgart 1921, Sp. 330–342.